# Шапы (Марий Эл)
Шапы — деревня в Медведевском районе Марий Эл Российской Федерации. Входит в состав Азяковского сельского поселения.
Численность населения — 150 человек (2021 год).

## География
Располагается в 15 км от административного центра сельского поселения — деревни Среднее Азяково, на берегу реки Шапинка.

## История
Поселение впервые упоминается в списках селений Царевококшайского уезда в 1877 году как село Шап, входившее в состав Шапинского сельского общества Арбанской волости. В списке селений Царевококшайского уезда за 1914—1917 годы село Шапы упоминается как выселок Юлий.
В 1837 году в деревне была построена деревянная Введенская церковь на средства комиссии духовных училищ и купцов Онисия Местникова и Гавриила Чепарина. Церковь сгорела в 1921 году, в 1922 году построили молитвенный дом с престолом во имя преподобного Сергия Радонежского, который просуществовал до 1940 год (здание передано под школу).

## Население
| 2010 | 2013 | 2014 | 2016 | 2018 | 2021 |
| ---- | ---- | ---- | ---- | ---- | ---- |
| 178  | ↘173 | ↘170 | →170 | →170 | ↘150 |

Национальный состав на 1 января 2014 г.:
| Национальность | Численность, чел. | Доля    |
| -------------- | ----------------- | ------- |
| всего          | 170               | 100,0 % |
| Марийцы        | 130               | 76,5 %  |
| Русские        | 24                | 14,1 %  |
| Татары         | 11                | 0,6 %   |
| Чуваши         | 1                 | 0,6 %   |
| другие         | 4                 | 2,4 %   |

## Описание
Улично-дорожная сеть деревни имеет асфальтовое покрытие. Имеется централизованное водоснабжение. Деревня газифицирована.
В деревне имеется продуктовый магазин